# Iwan Chodkiewicz
Iwan (Jan) Chodkiewicz herbu Kościesza (ur. ok.  1420, zm. w 1483 roku) – członek rady hospodarskiej Wielkiego Księstwa Litewskiego w 1473 roku, marszałek hospodarski w latach 1470–1479, wojewoda kijowski w 1481 roku, namiestnik lidzki w latach 1470–1479, namiestnik witebski w 1476 roku, starosta łucki w 1478 roku, protoplasta rodu Chodkiewiczów. Był synem Chodko Juriewicza oaz wyznawcą prawosławia. Jako marszałek litewski był posłem stanów litewskich na sejmie w Parczewie w 1453. 
Dowodził posiłkami litewskimi w czasie wyprawy węgierskiej 1464 roku. Poprowadził oddziały, w tym również Tatarów osiadłych w Wielkim Księstwie Litewskim jeszcze za czasów Witolda, na Śląsk przeciwko królowi Węgier Maciejowi Korwinowi. W tej kampanii uczestniczyło około 40 tysięcy przedstawicieli polskiej i litewskiej szlachty oraz kilkanaście tysięcy Czechów i oddziały cesarza Fryderyka III. Wyprawa, nieudolnie dowodzona przez marszałka koronnego Jana z Rytwian, zakończyła się niepowodzeniem. Ostatecznie konflikt zakończył się w 1478 roku pokojem w Ołomuńcu.
Po raz pierwszy pojawił się w źródłach historycznych w 1466 roku, pod koniec wojny trzynastoletniej z Zakonem Krzyżackim. Dowodził wówczas litewsko-tatarskim oddziałem wspierającym oblężenie Chojnic, ostatniego miasta Pomorza kontrolowanego przez Krzyżaków. Mimo toczących się rokowań pokojowych, polskie siły pod wodzą Piotra Dunina i Jana Synowca przystąpiły do oblężenia. Z rozkazu Kazimierza Jagiellończyka na pomoc przybył oddział litewski dowodzony przez Chodkiewicza. Jak podaje Jan Długosz, skutecznie odpierał on krzyżackie wypady, które miały na celu przerwanie oblężenia. Po zmasowanym ostrzale miasta pociskami zapalającymi, Krzyżacy – wyczerpani i pozbawieni nadziei na pomoc – poddali twierdzę 28 września 1466 roku. Zdobycie Chojnic miało znaczenie strategiczne i psychologiczne, wzmacniając pozycję Polski w trwających negocjacjach pokojowych, które zakończyły się zawarciem pokoju toruńskiego 19 października tego roku. W nagrodę za zasługi wojenne król mianował Iwana Chodkiewicza marszałkiem dworu litewskiego, co oznaczało awans do grona członków Rady Wielkoksiążęcej – jednego z najważniejszych organów władzy na Litwie pod koniec XIV wieku. Iwan Chodkiewicz pełnił obowiązki marszałka dworskiego w latach 1470–1479, obejmując to stanowisko 23 października 1470 roku i sprawując je do 13 maja 1479 roku.
Wysoka pozycja społeczna Iwana została potwierdzona przez jego małżeństwo z kniaziówną Jawnutą (Agnieszką) Bielską. Jej rodzicami byli kniaź Iwan Włodzimierzowicz Bielski oraz Wasa z rodu Holszańskich. Agnieszka była blisko spokrewniona z dynastią Jagiellonów. Była ona siostrzenicą królowej Zofii Holszańskiej, czwartej żony Jagiełły, matki Władysława Warneńczyka i Kazimierza Jagiellończyka, a zarazem prawnuczką wielkiego księcia Olgierda Giedyminowicza. Z tego związku Iwan doczekał się syna Aleksandra oraz dwóch córek: Agrafeny i – najprawdopodobniej – Jakumiły. Bliskie pokrewieństwo z rodem Jagiellonów tłumaczy lojalność Chodkiewicza wobec panującej dynastii i jego szybkie dojście do najwyższych urzędów w państwie litewskim.
Po zdobyciu Kijowa przez Tatarów w 1482, został uprowadzony w jasyr, tam zmarł. Ojciec Aleksandra Chodkiewicza, wojewody nowogródzkiego.